# Antonio de Bastidas
Antonio de Bastidas y Carranza (nacido 1615 en Guayaquil, Ecuador, murió en 1681 en Bogotá, Colombia) fue un poeta, catedrático, crítico literario y predicador. Miembro de la Compañía de Jesús, es conocido por haber sido el iniciador de la poesía barroca en la Real Audiencia de Quito a través de sus cátedras, así como por la publicación del libro "Ramillete de varias flores poéticas", que escribiría junto a su discípulo Jacinto de Evia y al poeta Hernando Domínguez Camargo, quien es considerado como uno de los más destacados de la literatura colonial neogranadina por su "Poema heroico". El Ramillete por su parte es una de las obras más destacadas del siglo XVII en Ecuador, junto a los ensayos de Gaspar de Villarroel y la vasta publicación histórica y moral de Pedro de Mercado. Su vida y obra fue estudiada en el siglo XX como parte del proyecto para crear una "Biblioteca Ecuatoriana Mínima" que reúna a los autores clásicos de ese país y que fue liderado por el humanista Aurelio Espinosa Pólit.

## Biografía

### Origen y primeros años
Nació en Guayaquil aproximadamente en el año de 1615, sin embargo tuvo una carrera larga que le permitió vivir en varias ciudades, entre ellas Quito y Santafé de Bogotá. Sus padres fueron Jacinto de Bastidas, nacido en la ciudad de Quito y María de Carranza y Castro, de Guayaquil. Por el lado materno fue nieto del Capitán Cristóbal de Carranza y Contero. Parte de sus datos biográficos se perdieron en el Gran Incendio de Guayaquil de 1896 que destruyó el archivo de Santo Domingo y en él su partida bautismal. Sin embargo, viene de una familia honorable y piadosa con fama en la Real Audiencia de Quito, lo que le permitió entrar en la Compañía de Jesús el 14 de mayo de 1632 en Quito, a los 17 años. Años más tarde hizo su profesión de votos el 25 de agosto de 1654. Estudió en total tres años de teología y cuatro de filosofía, hasta su ordenamiento. A partir de ahí se dedicaría a la enseñanza de gramática y humanidades en el colegio de la ciudad de Cuenca.

### La retórica y poética en el Colegio de San Luis

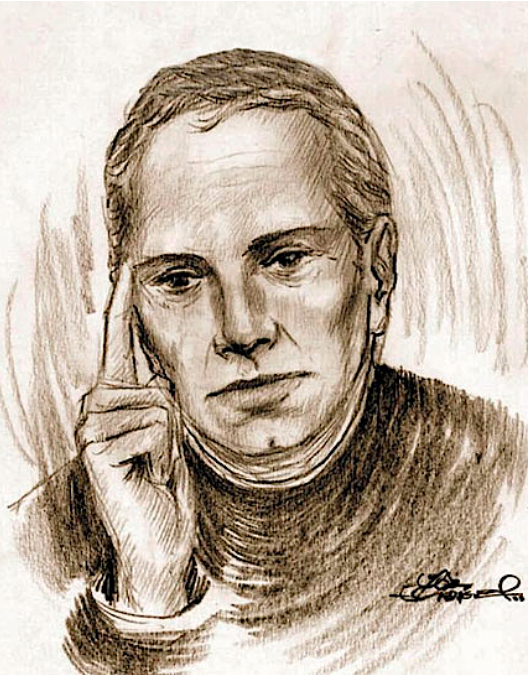
Jacinto de Evia, su discípulo

Su primer poema fue una oda que compuso en el año 1642 mientras estaba en el proceso para ordenarse como jesuita. Para ello logró unir las ideas que tenían Francisco de María de la Fuente y Basilio de Ribera, dos frailes que habían influido mucho en su formación en la ciudad de Quito. Como profesor a lo largo de su carrera tuvo mucha influencia sobre sus alumnos. De ellos los más destacados serían Jacinto de Evia, González de Vera y Hernando Domínguez Camargo. Con ellos tuvo contacto durante sus clases de retórica y poética en el Colegio de San Luis de Quito. La forma de impulsar la literatura en el virreinato Bastidas no solo escribía sus propios poemas sino que también era crítico de sus alumnos y buscaba lograr la publicación de sus obras. Sin embargo, esta tarea no sería fácil puesto que uno de sus alumnos, probablemente el más destacado, Camargo, decidiría abandonar la Compañía de Jesús. Continuaría su carrera, a pesar de que sus compañeros de la orden intentaran evitarlo, como un cura en la ciudad de Tunja. No solo eso, tendría después una muerte temprana en 1659, dejando como última voluntad que “todos los libros que tengo publicables y de estudio, y mis papeles, mando den al Colegio de la Compañía de Jesús de esta ciudad”. Como se conocía de la relación de amistad entre Camargo y Bastidas, sus obras llegarían a las manos de su maestro quién buscaría en su memoria reeditar sus publicaciones ejerciendo de crítico literario y promotor de su talento. Entre ellos con su criterio identificaría el gran potencial de “El Poema Heroico de San Ignacio de Loyola”, que terminaría convirtiéndose en uno de los escritos literarios más importantes del siglo XVII. Se publicaría con la ayuda de Antonio Navarro Navarrete en Madrid en el año de 1666, dedicado a fray Basilio de Ribera, también maestro de Antonio de Bastidas y quien formaba parte del Provincial de San Agustín. Dentro de la publicación incompleta Bastidas añadiría una nota dedicada al lector donde describe la obra, además arregló algunos versos e intercaló otros donde sintió necesario. Continuó enseñando en Quito hasta el año de 1668 cuando partiría para Popayán.

### La cátedra en Popayán y el Ramillete

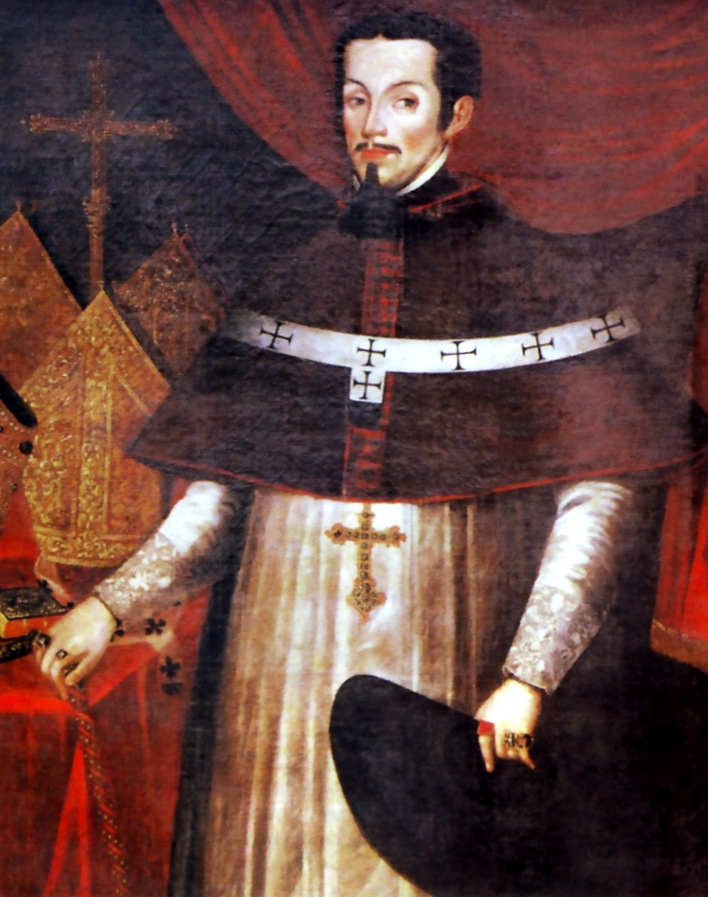
Melchor de Linan y Cisneros

Pasaría una década en esta ciudad, hasta 1678 que terminaría su labor en la enseñanza del Colegio jesuita de Popayán. Sería durante este periodo cuando lograría la publicación del Ramillete. En 1669, enviaría los poemas que después se convertirían en su obra principal a Europa. Para ello, pagó trescientos patacones que se dividirían los primeros doscientos para el libro nombrado y los últimos cien para el otro libro menos conocido llamado Invectiva. Este último originalmente debería haber sido publicado de manera separada según la intención de Bastidas en sus cartas pero terminaría añadiéndose como un apéndice del Ramillete. Posteriormente, en 1672 declararía en sus cartas que estaba pendiente de la publicación de sus poemas y advierte que había delegado el proceso a un discípulo y amigo (refiriéndose a Jacinto de Evia). A pesar de su insistencia, no sería hasta el año 1676 que vería finalmente publicado su obra en Madrid, con un total de 406 páginas. La imprenta que ayudó en el proceso fue la de Nicolás de Jamares quien fungía de mercader de libros en esa época. La dedicatoria de la obra sería a Pedro de Arboleda Salazar Gobernador del Obispado de Popayán así como a Melchor de Liñán y Cisneros quien era el propietario del mismo.

### Correspondencia con el Padre Bermudo
Bastidas mantuvo un intercambio de cartas con el Padre Bermudo a partir de lo cual con su interpretación se puede conocer más de su vida. Quedan principalmente dos cartas que fueron interpretadas por Aurelio Espinosa Pólit y sirvieron para definir la relación entre Bastidas, Camargo y Evia. Una de las primeras hipótesis era que Bastidas fue solo editor y no autor de parte del Ramillete. Gracias al trabajo del historiador y poeta José Rumazo González se logró conseguir estas cartas que además de brindar una fuente de primera mano de la intención del autor, también permite saber cuánto costó el proyecto al autor, 300 patacones (dinero en esa época) y contrastar también su plan con lo que al final lograría publicarse con la ayuda de su discípulo, Evia. La importancia de esta correspondencia para esclarecer la autoría de la obra muestra los problemas de esa época alrededor de la censura y la publicación de libros. Por esta razón se manejó la hipótesis inicial de que todo el Ramillete pudo haber sido escrito por Bastidas y prefirió una parte de ella que se publique con la autoría de Camargo, quien para ese entonces había fallecido y Evia quien era su discípulo. Esto posteriormente fue contrastado con el estilo literario y serían estas razones las que permitirían identificar, no sin problemas, la autoría del libro.

### Últimos días
Al igual que el inicio de su vida, del final se conoce poco, salvo que después de dejar su cátedra en Popayán seguiría en Nueva Granada dedicando parte de su tiempo a labores religiosas y a los ministerios eclesiásticos. Murió en Santafé de Bogotá el 1 de diciembre de 1681, de sesenta y seis años de edad.

## Estudios y crítica del Ramillete

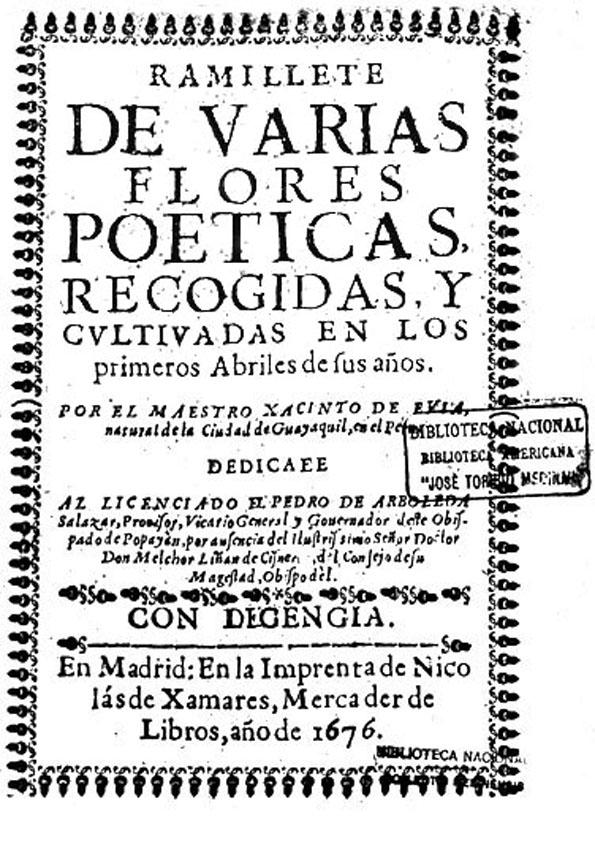
Ramillete de varias flores poéticas

### Polémica por el origen
Nació en Guayaquil, aunque su natalicio fue causa de polémica debido a que no se lograba confirmar su logar de origen y era atribuido a otros lugares de Hispanoamérica. Este tema de tan poca importancia para otros países se volvía de gran interés histórico en Ecuador puesto que su obra "El Ramillete" cronológicamente es el poemario más importante y más antiguo del que se tiene conocimiento en ese país. Es por eso que cuando fue corroborado su natalicio en el siglo XX, gracias al trabajo de Aurelio Espinosa Pólit fue un gran descubrimiento literario, solo comparable con el realizado por Gonzalo Zaldumbide al rescatar el gran talento poético de Juan Bautista Aguirre. El texto al que se refiere Espinosa Pólit fue escrito por José Eugenio de Uriarte y Mariano Lecina, y tiene como título "Biblioteca de escritores de la Compañía de Jesús pertenecientes a la antigua Asistencia de España desde sus orígenes hasta el año de 1773". Posteriormente se logró confirmar esta fuente con el Archivo General de la Compañía de Jesús, en la ciudad de Roma, con referencia especial al Colegio de Cuenca en el Catálogo Trienial de la Provincia del Nuevo Reino y Quito que sería publicado en el año 1642. Por último, los datos quedarían confirmados con las referencias históricas de José Teschitel, en el año 1947 el 20 de octubre.
Su obra no había sido descubierta antes debido a que fue considerado como originario de Sevilla en la Antología de poetas hispanoamericanos de Menéndez y Pelayo. Este dato fue aceptado por críticos posteriores como Isaac J. Barrera en las tres primeras ediciones de su Literatura ecuatoriana, por lo que el hecho no fue corregido hasta el posterior descubrimiento.
El Ramillete está compuesto por poemas de tanto Jacinto de Evia, su discípulo coautor y editor, como de Bastidas por lo que en la portada, el nombre con el que está publicado corresponde a Evia. Sin embargo, al realizar la publicación en Madrid se resalta la importancia de Bastidas como el autor principal de la obra como podemos ver en siguiente extracto de Evia:
“He tomado este trabajo por ofrecer a la florecida juventud los versos que pude recoger de mi Maestro, siendo su discípulo, y otros pocos que adquirí después que salí de su escuela, por darle este breve honor y gloria, y pagarle, siquiera esta vez reconocido, lo que debí tantas veces a su doctrina”.

### Estructura de la obra

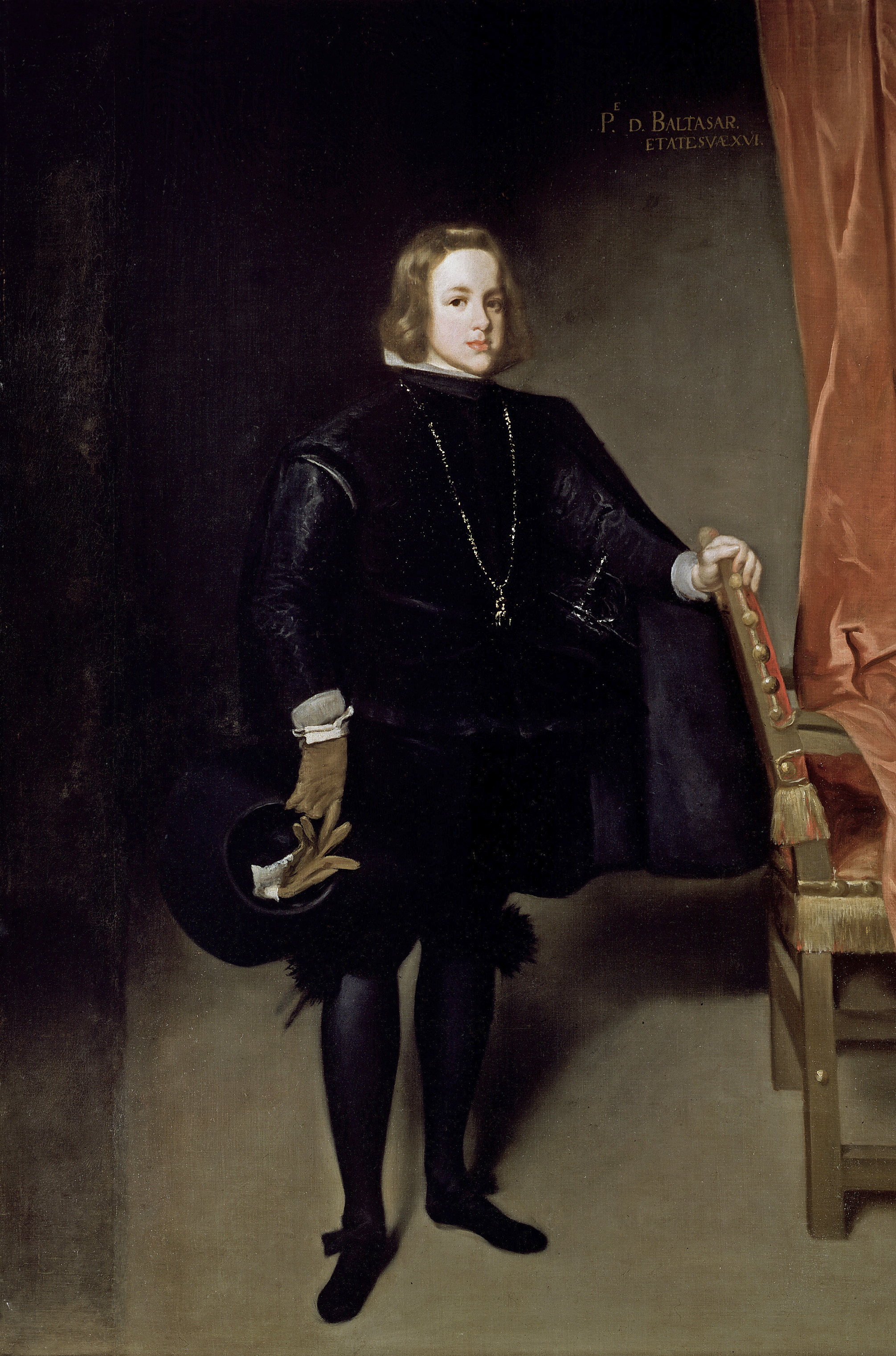
Retrato del príncipe Baltasar Carlos, a quien dedicaría varios poemas Bastidas.

El Ramillete está compuesto por cuatrocientas seis páginas, de las cuales ciento setenta y tres corresponden a Bastidas, ciento diez y nueve a Evia, ciento nueve a Camargo, y nueve a otros autores. Los poemas tienen dedicatorias a varias personas, desde al Rey de España hasta otros padres de la orden jesuita, y la temática de los poemarios comprenden temas religiosos, románticos y bucólicos. Al inicio de cada sección es Evia quien a través de una breve descripción aclara el contenido y autoría.
- Flores fúnebres: cincuenta composiciones atribuidas a Antonio de Bastidas. Empieza describiendo a estas flores como las que nos muestran la brevedad de la vida y el último desengaño de nuestra mortalidad porque fijando los ojos en el principio de nuestro barro, mejor nos acordamos de nuestro fin. Todo esto porque no hay cosa que exprese la brevedad de la vida y lo empinado de la muerte, que lo delicado de las flores. Toma en cuenta referencias bíblicas como la vida de Job y David, así como también las letras clásicas como el poema de Virgilio (o de Ausonio) dedicado a la Rosa. Además, hace referencia al certamen que se hizo en Quito donde se le pedía a varios poetas una serie de coplas dedicadas a la muerte de la reina Isabel de Borbón. Después incluye poemas dedicados a la temprana muerte de Don Baltasar Carlos, príncipe de las Españas: un soneto, una canción y unas décimas. Continua con un mausoleo panegírico a las venerables cenizas de Doña Francisca de Santa Clara de la Cueva quien había sido la fundadora del Convento de Santa Clara de Quito. Traduce de Virgilio "Silva a la rosa comparada a la inconstante flor de la hermosura".[12]
- Flores heroicas y líricas: once composiciones de Antonio de Bastidas seguidas por ocho de Jacinto de Evia. Aquí se encuentran poemas que celebran y cantan a la Lyra o citara los famosos hechos de héroes de siglos pasados, siguiendo a Luis de Góngora en su panegírico a la memoria de Francisco Sandoval y Rojas, duque de Lerma.[13] Detalla que la Lyra sirvió a Aquiles para acallar sus penas y celebrar a sus capitanes según lo que le introduciría Ovidio y Homero respectivamente. Después de los héroes paganos pasan a los cristianos donde cita a Ambrosio. Dedica un soneto acróstico al príncipe don Felipe. Dedica una décima a Lucas Fernández Piedrahíta provisor de la iglesia metropolitana de Santafé, a Alonso López de Galarza general de caballería de Quito, al altar que erigió la Compañía de Jesús en Guápulo. Continúa con una serie de Flores Sagradas que al igual que hubo héroes paganos y cristianos, las flores sagradas estarían dedicadas a los segundos.[12]
- Flores panegíricas: compuestas de varias loas sagradas y humanas, toma como referencia la flor de amaranto y la relaciona con el sacramento del altar por ser una espiga carmesí. Cita a Plinio quien la consideraba auténtica purpúrea. Después dedica varias Loas a Varias Festividades a Nuestra Señora de Loreto. Después dedica los obispos de Quito loas: a Pedro de Oviedo, Agustín de Sarabia y Alonso de la Peña y Montenegro. Realiza un coloquio en honor a la Festividad de San Ignacio de Loyola con un diálogo entre la "elocuencia", "Píndaro" y "Demóstenes". Termina dedicando un poema a Martín de Arriola, presidente de la Real Audiencia de Quito.[12]
- Flores amorosas: composiciones de Jacinto de Evia. En la introducción traza la obvia relación entre las flores y el amor. Hace la relación entre lo sagrado y profano al igual que en las secciones anteriores. Narra cómo la estación florida es dedicada a Venus. Dedica un romance a las lágrimas de una dama, a un corazón de cristal, a unos cabellos que dio su dama a un amante, a una mariposa salpicada de varios colores, a cierto doctor que tenía algo de indio, a las lágrimas que lloraba una dama, entre otros temas similares. Termina con una narración titulada "El sueño de Celio".[12]
- Flores burlescas y satíricas: composiciones de Jacinto de Evia. Empieza hablando acerca de las gracias, donaires y agudezas que causan la risa. Dice Evia que las fuentes están de jorga cuando por labios de claveles se muestran tus risas. Dedica unas décimas a cierto caballero andante en una aventura que tuvo con un cántaro de miel que le derramó a coses un macho y él la recogió en sus barbas. También a cierto sacristán que envió un regalo de puercos y gallinas a una amiga suya que terminaría regalando a otro galán. Después traduce una décima de Ovidio "Contra el pedir de las mujeres".[12]
- Otras flores (Invectiva apologética): composiciones de Hernando Domínguez Camargo. Aquí se encuentra principalmente el "Poema heroico de San Ignacio de Loyola". Evia justifica su criterio diciendo primero fue voluntad de su maestro, Bastidas y además, que cuanto mayor es la variedad de las flores, más valioso es el ramillete que de ellas se compone. Dice Evia "Pues en mi no se pueden hallar los motivos que concurrieron en el poeta, porque ni pretendo adular a mi maestro, ni vivo tan pagado de las flores de mis poemas que menosprecie las de otros; ni son de tan mala gracia, ni tan demasiado el nácar de la rosa de este gran poeta, que no pueden descollar: no digo ya entre los más cultivados jardines de Flora; pero entre los más amenos y floridos vergeles de Hipocrene. Recibe en esa flor todo el jardín, en ese grano toda la dorada espiga y en esa migaja todo el pan de flores de aquel fecundo ingenio, como rebien."[12]

## Legado

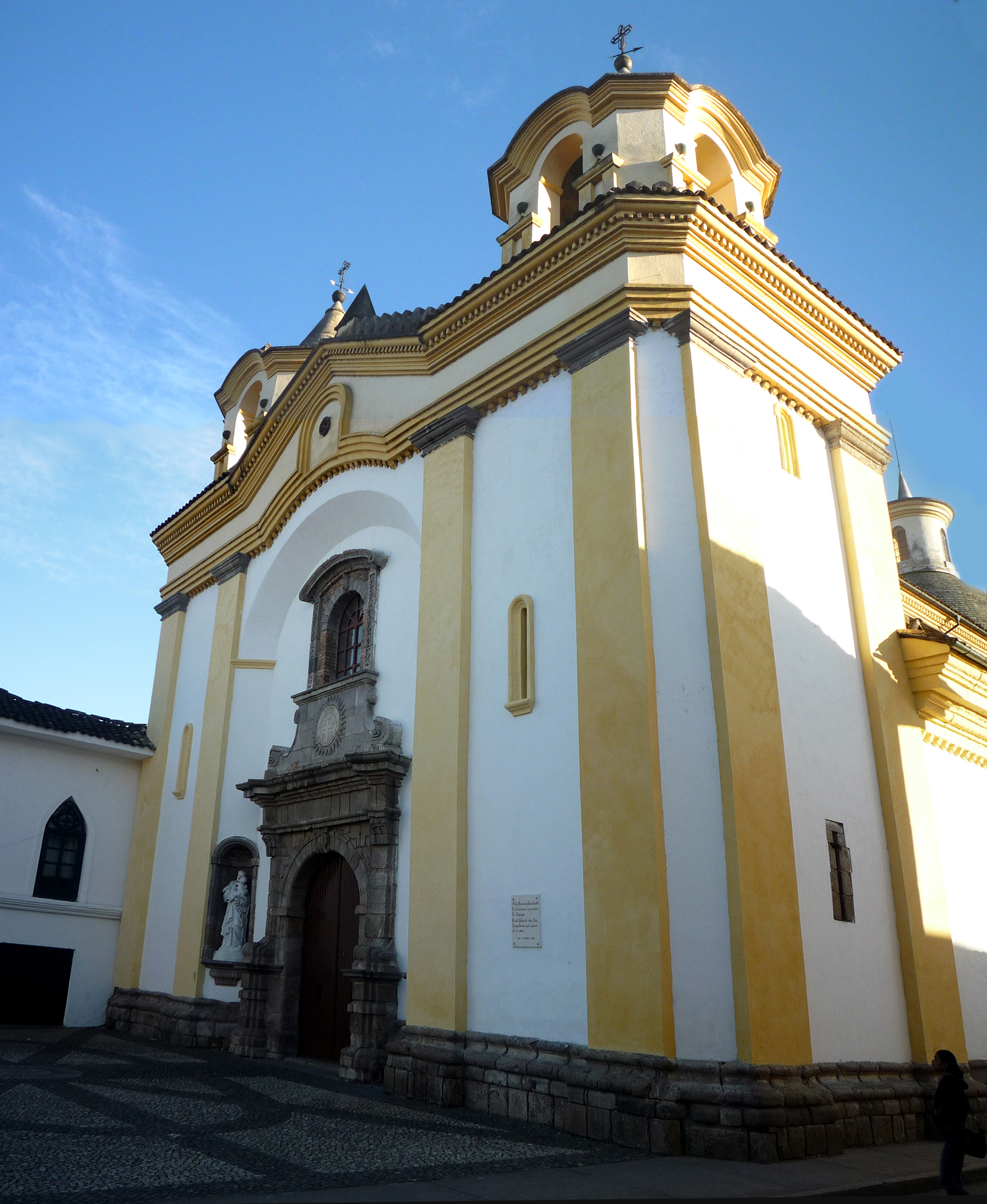
Iglesia de San José de Popayán

Antonio de Bastidas se caracterizó por ser un poeta académico y que a juicio de Espinosa Pólit no expresaba en sus escritos su inspiración interior. Esto resulta entendible dada la vida de Bastidas, ya que se dedicó principalmente a la cátedra de retórica y poética en Cuenca, Quito y Popayán. Su enfoque siempre fue hacia la transmisión de los conocimientos a las siguientes generaciones y muchos de sus poemas son expresiones ejemplares de la literatura desarrollada durante el Siglo de Oro, algo que Evia logró asimilar y caracteriza toda la publicación del Ramillete. Ahí podemos encontrar un libro rico en varios ejemplos: géneros poéticos como lo lírico, épico, bucólico, estructuras distintas como sonetos, décimas, acrósticos, estudios introductorios sobre cada tema para entender las fuentes tanto sagradas como profanas. Es pues el Ramillete la expresión literaria de lo que ocurría en la Audiencia de Quito durante el siglo XVII también en otras disciplinas como la filosofía o la pintura. En cuanto a la primera, gracias a las publicaciones de los hermanos Alonso y Leonardo Peñafiel, se empezaron a utilizar los cursos filosóficos escritos por americanos antes que exclusivamente los libros provenientes de Europa. El objetivo de Bastidas no solo era publicar sus poemas sino empezar una escuela para desarrollar la literatura a partir de sus cátedras, y en eso es patente su éxito.
La publicación del Ramillete en la segunda mitad del siglo XVII coincide con las publicaciones de los poemas de Sor Juana Inés de la Cruz, así como con "El Apologético" de Espinosa Medrano y añade a las letras americanas un gran ejemplo del desarrollo literario de la Audiencia de Quito y Nueva Granada. Fue durante la segunda mitad de este siglo cuando las letras en la Audiencia empezaron a mostrar sus primeras expresiones de originalidad con aportes modestos a las distintas disciplinas que se impartían desde sus universidades.